# The Tree of Life
The Tree of Life è un film del 2011 diretto da Terrence Malick. Quinta opera del regista statunitense, ha per protagonisti Brad Pitt, Sean Penn e Jessica Chastain, oltre ad aver segnato l'esordio di Hunter McCracken, Laramie Eppler e Tye Sheridan.
Il film è stato distribuito dopo un'attesa di quasi due anni (la sua uscita era inizialmente prevista per il dicembre 2009), venendo presentato in concorso al 64º Festival di Cannes, nel maggio 2011, dove ha vinto la Palma d'oro per il miglior film.

## Trama
Il film inizia con una citazione dal Libro di Giobbe 38:4-7:
"Dov'eri tu quand'io ponevo le fondamenta della Terra? ... Mentre gioivano in coro le stelle del mattino e plaudivano tutti i figli di Dio?"
dopodiché compare una misteriosa luce simile a una fiamma che lampeggia fiocamente nell'oscurità, la cui entità rimarrà sconosciuta.
Nelle sequenze successive vengono mostrate scene di vita quotidiana della signora O'Brien sia da piccola, in un contesto rurale, sia da adulta con la sua famiglia, di ceto medio e rigorosamente cristiana, nel Texas degli anni cinquanta, mentre la sua voce fuori campo parla delle due vie che le suore le hanno insegnato per affrontare la vita: la via della Natura e la via della Grazia.
Negli anni sessanta, i signori O'Brien sono informati tramite un telegramma della morte del loro figlio di 19 anni, R.L.; ciò colpisce duramente la famiglia, in particolare modo la madre che, disperata e supportata dai famigliari e dai vicini, vaga per i luoghi associati all'infanzia dei suoi figli, rivivendo teneri ricordi. Il dolore della famiglia lascia posto alla fiamma primordiale.
Nel 2010, il figlio maggiore Jack è alla deriva nella sua vita moderna a Dallas, in Texas, come architetto, disilluso dalla sua vita piena di delusioni: è un uomo di mezz'età in crisi con sé stesso. La morte del fratello alla prematura età di diciannove anni ha determinato un ulteriore disagio nel suo stato di angoscia e incertezza e una volta divenuto adulto, Jack, non riesce a trovare il senso della propria esistenza: il suo tormentato pensiero fluisce come un "io narrante" continuamente in cerca di risposte. Jack accende una candela e al lavoro appare incerto e sconfortato, mentre continua a pensare alla sua infanzia con i fratelli; chiama il padre, si scusa e dice di pensare a R.L. ogni giorno. Nel frattempo vaga senza meta tra gli uffici e poi in un deserto; infine rivive i momenti di dolore della madre e la voce fuori campo di Mrs. O'Brien chiede a Dio perché R.L. doveva morire, mentre ricompare il fuoco primitivo.
Poi, compaiono diverse immagini che raffigurano la nascita dell'universo, delle stelle, delle polveri e di altri corpi celesti, con in sottofondo Lacrimosa, seguite dalla creazione della Terra, l'inizio della vita, la comparsa delle prime cellule e l'evoluzione naturale del paesaggio e degli animali. Quindi fanno la comparsa i dinosauri: un dinosauro sceglie di non uccidere un altro dinosauro che giace ferito sul lato di un fiume. Alla fine un asteroide colpisce la Terra.
Si ritorna nel Texas degli anni '40, in un quartiere suburbano di Waco, alla nascita del nucleo famigliare degli O'Brien: la nascita del loro primo figlio Jack è vissuta con grande spiritualità e amore tra i due. Si susseguono semplici momenti di vita del piccolo fino all'adolescenza, mentre cresce e impara, accompagnato dall'amore dei genitori e dei fratelli minori, a conoscere con tenerezza il mondo, che appare meraviglioso e idilliaco; poco dopo di lui nascono infatti i suoi due fratelli R.L. e Stevie. Si avvicendano, quindi, momenti in cui Jack e i fratelli spesso giocano in casa o in strada, praticano sport e attività pratiche, mangiano con i genitori, pregano, interagiscono con animali e con altre persone della comunità, frequentano la scuola e la chiesa, conoscono la vita in tutti i suoi aspetti semplici e puri, divertendosi con poco e riconoscendo anche nelle piccole cose il grande spettacolo della vita.
Emblematica nella crescita dei figli è la figura del signor O'Brien: il padre, che lamenta la sua decisione di lavorare in una centrale elettrica invece di perseguire la sua passione per la musica, e cerca di andare avanti depositando brevetti per varie invenzioni, dà ai figli un'educazione severa per insegnar loro ad avere successo nella vita, pretendendo da loro che non abbiano comportamenti che, a suo parere, solo gli adulti possono avere. Egli, anche se è supportivo e affettuoso, impone duramente il proprio modello educativo ai figli e, spesso, li punisce fisicamente, volendoli preparare per un mondo che vede come corrotto, causando profondo scontento alla moglie con cui pure discute violentemente, accusandola di essere una donna debole. La madre, invece, insegna continuamente ai figli il valore dell'amore e dei sentimenti, condividendo con loro momenti di struggente dolcezza. Nella mente di Jack i genitori simboleggiano un conflitto concettuale: la Natura (il padre), che è violenta e vive solo per dominare, e la Grazia (la madre), che invece è la via dell'obbedienza e del sacrificio.
Le percezioni del mondo di Jack, ormai adolescente, iniziano a cambiare dopo che il suo amico Taylor annega accidentalmente davanti alla comunità. Si chiede come Dio possa permettere che accadano queste cose, esplora i concetti di bene e male e se Dio è maligno, come può esserlo anche lui; rinnega infine l'esistenza di Dio, giunge a desiderare la morte del padre ed intraprende un percorso interiore naturalmente confuso. Si arrabbia per le continue ipocrisie e contraddizioni di suo padre, scagliandosi contro sua madre per tollerarlo. Quando il signor O'Brien parte per un viaggio di lavoro, i ragazzi insieme alla madre si godono la spensierata situazione di tranquillità e di libertà dal pesante regime patriarcale, e Jack sperimenta i primi assaggi di ribellione: sotto pressione degli amici del vicinato (tra cui un ragazzo segnato da una vistosa ferita conseguente a un'ustione), Jack commette piccoli atti di vandalismo e piccoli abusi sugli animali. Inoltre, s'intrufola nella casa della sua cotta e le ruba una vestaglia da notte, gettandola più tardi in un fiume. Poco dopo il ritorno del padre, l'impianto in cui lavora chiude; gli viene data la possibilità di trasferirsi per lavorare in una posizione inferiore all'interno dell'azienda oppure perdere il lavoro. Mentre la famiglia fa i bagagli per l'imminente trasferimento, il padre riflette sul suo percorso di vita e sull'educazione che ha dato ai figli, chiedendo a Jack di perdonare il suo comportamento dominante; Jack dice riflessivamente che incarna la Natura, più che la Grazia. La famiglia, infine, si trasferisce: i piccoli sono pronti a lasciare la loro vecchia vita, amici e casa, diretti verso un futuro ignoto.
Di nuovo nel presente, Jack, mentre lascia il lavoro, sale sull'ascensore, immaginando di seguire una giovane ragazza misteriosa su un terreno roccioso e desertico. Mentre cammina attraverso un telaio di porta di legno eretto sulle rocce, ha una visione del lontano futuro in cui il Sole si espande in una gigante rossa, inghiottendo la Terra e poi restringendosi in una nana bianca. Attraversata la porta, Jack vede e segue la versione di sé stesso da piccolo, attraverso paesaggi surreali. Il Jack adulto, infine, ha una visione in cui incontra in una spiaggia onirica non precisata in una realtà metafisica tutti i personaggi della sua infanzia, a partire dalla sua famiglia, i vicini, gli altri ragazzini (tra cui quello ustionato): i morti tornano in vita e si riuniscono al mare, dove Jack si riunisce anche con la sua famiglia e tutti coloro che popolano la sua memoria. Jack incontra i suoi fratelli e porta R.L., il fratello morto a 19 anni, in braccio dai suoi genitori con cui si ricongiungono tutti insieme solennemente, mentre in sottofondo c'è l'Agnus Dei dal Requiem di Berlioz. Le anime si spostano in una vasta distesa desertica bianca, illuminata da un sole raggiante onnipresente, simbolo della Grazia di Dio. La signora O'Brien accompagna il figlio R.L. verso la porta di casa, lasciandolo uscire nella distesa desertica, e cammina alzando le braccia al sole, congiungendosi simbolicamente con Dio, a cui lei affida R.L.: infatti, accompagnata da due ragazze in bianco, Mrs. O'Brien sussurra con grazia: "Te lo do. Ti do mio figlio."
La visione di Jack finisce e lui lascia l'edificio e, guardando il mondo intorno, abbozza un sorriso, probabilmente rasserenato. Nell'ultima sequenza la luce misteriosa mostrata all'inizio continua a tremolare nell'oscurità.

## Produzione

### Sviluppo
Alla fine degli anni settanta, a Terrence Malick fu offerto un milione di dollari per il suo progetto dopo I giorni del cielo. Malick aveva un'idea per un film che sarebbe stato "una storia del cosmo attraverso la formazione della Terra e gli inizi della vita". Il film era conosciuto come Q e includeva elementi non inclusi nel prodotto finale come una sezione ambientata in Medio Oriente durante la prima guerra mondiale, e un minotauro sottomarino che sognava l'evoluzione dell'universo. Un giorno, Malick "ha semplicemente smesso" di lavorare al film.
Decenni dopo, Malick propose il concetto di The Tree of Life al capo della River Road Entertainment Bill Pohlad mentre i due stavano collaborando su una prima versione del Che. Pohlad ricordò inizialmente di aver pensato che l'idea fosse "folle", ma con l'evolversi del concetto cinematografico, si sentì fortemente interessato all'idea; finì per finanziare il film. Anche il produttore Grant Hill è stato coinvolto nel film in una fase iniziale. Durante un incontro su un argomento diverso che ha coinvolto Malick, la sua produttrice Sarah Green, Brad Pitt e il partner di produzione di Pitt di Plan B Entertainment Dede Gardner, Malick ha parlato di Tree of Life e delle difficoltà che stava incontrando. Fu "molto più tardi" che fu presa la decisione per Pitt di far parte del cast.
The Tree of Life è stato annunciato alla fine del 2005, con la società di produzione indiana Percept Picture Company destinata a finanziarlo e Donald Rosenfeld a bordo come produttore esecutivo. Il film doveva essere girato parzialmente in India, con la pre-produzione prevista per il gennaio 2006. Colin Farrell e Mel Gibson erano ad un certo punto legati al progetto. Heath Ledger avrebbe dovuto interpretare il ruolo di Mr. O'Brien, ma abbandonò (a causa di malattie ricorrenti) un mese prima della sua morte all'inizio del 2008.
Per i ruoli dei tre fratelli, il team di produzione ha trascorso più di un anno, vedendo oltre 10.000 studenti del Texas per i ruoli. Circa il 95% dell'intero cast non aveva precedenti esperienze di recitazione.
In un'intervista dell'ottobre 2008 Jack Fisk, un collaboratore di lunga data di Malick, ha suggerito che il regista stava tentando qualcosa di radicale. Ha anche insinuato che i dettagli del film erano un segreto. Nel marzo 2009, l'artista di effetti visivi Mike Fink ha rivelato alla rivista Empire che stava lavorando su scene della Terra preistorica per il film. La somiglianza delle scene che Fink descrive con le descrizioni di un progetto estremamente ambiguo intitolato Q su cui Malick ha lavorato poco dopo I giorni del cielo ha portato alla speculazione che The Tree of Life fosse una resurrezione di quel progetto abbandonato.

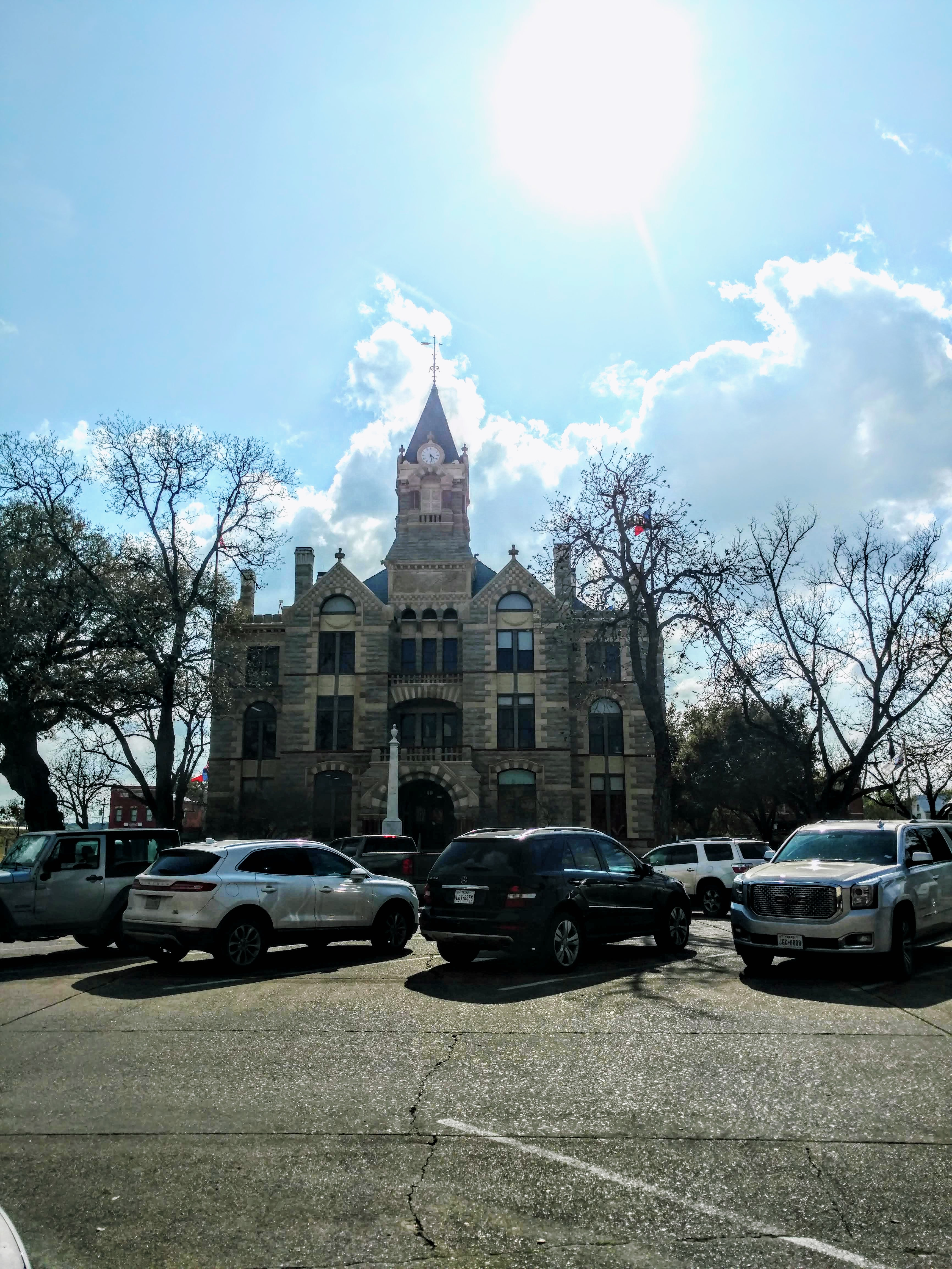
Il tribunale della contea di Fayette e la piazza locale, situata a 20 miglia da Smithville a La Grange, TX, appare nel film quando i ragazzi O'Brien assistono ad un arresto

### Riprese
Le riprese sono iniziate in Texas nel 2008. Il direttore della fotografia Emmanuel Lubezki è tornato a lavorare con Malick dopo aver collaborato con lui a The New World. Il film è stato girato in 1,85:1 e spesso utilizzando la luce naturale. Il film ha utilizzato formati 35mm, 65mm e IMAX.
Le località includevano Smithville, Houston, Matagorda, Bastrop, Austin, Dallas e Waco, città natale di Malick.
L'eponimo del film è una grande quercia, che compare spesso nel film e che è stata scavata da una proprietà cinque miglia fuori Smithville. L'albero di 65.000 libbre e la radice sono stati trasportati a Smithville e ripiantati.
I set di The Tree of Life erano insoliti per un film su larga scala. Secondo Brad Pitt: "Un set cinematografico è molto caotico. Ci sono centinaia di persone; ci sono generatori e camion. E questa è stata un'esperienza completamente diversa - non abbiamo avuto nulla di tutto ciò". "Non c'era illuminazione artificiale... non c'erano generatori e la cinepresa era tutta tenuta in mano quindi era un'esperienza molto libera, low-key".
Malick avrebbe cambiato diversi aspetti di una scena tra una ripresa e l'altra per creare "momenti di verità".

### Post-produzione
Simile a molti dei film di Malick, il film aveva "squadre di editori per mettere insieme diversi tagli, e trovare e scartare intere linee di storia durante il processo di post-produzione". Malick ha usato "metodi non ortodossi per modificare il film". Uno degli editori del film, Billy Weber, ha detto: "Terry è disposto a provare qualsiasi cosa. Assolutamente qualsiasi cosa. A volte tagliavamo fuori un personaggio da una scena, o tagliavamo fuori tutti i dialoghi da una scena, solo per vedere se funzionava. E quando hai lavorato con lui per un certo periodo di tempo, puoi anche provarci senza chiederglielo prima. È molto aperto a guardare qualsiasi cosa tu provi": Ciò include la possibilità per gli studenti di cinema dell'USC e dell'Università del Texas, nonché per gli stagisti, di partecipare al processo di montaggio. Alcuni di loro rimasero sul film per tutto il tempo.

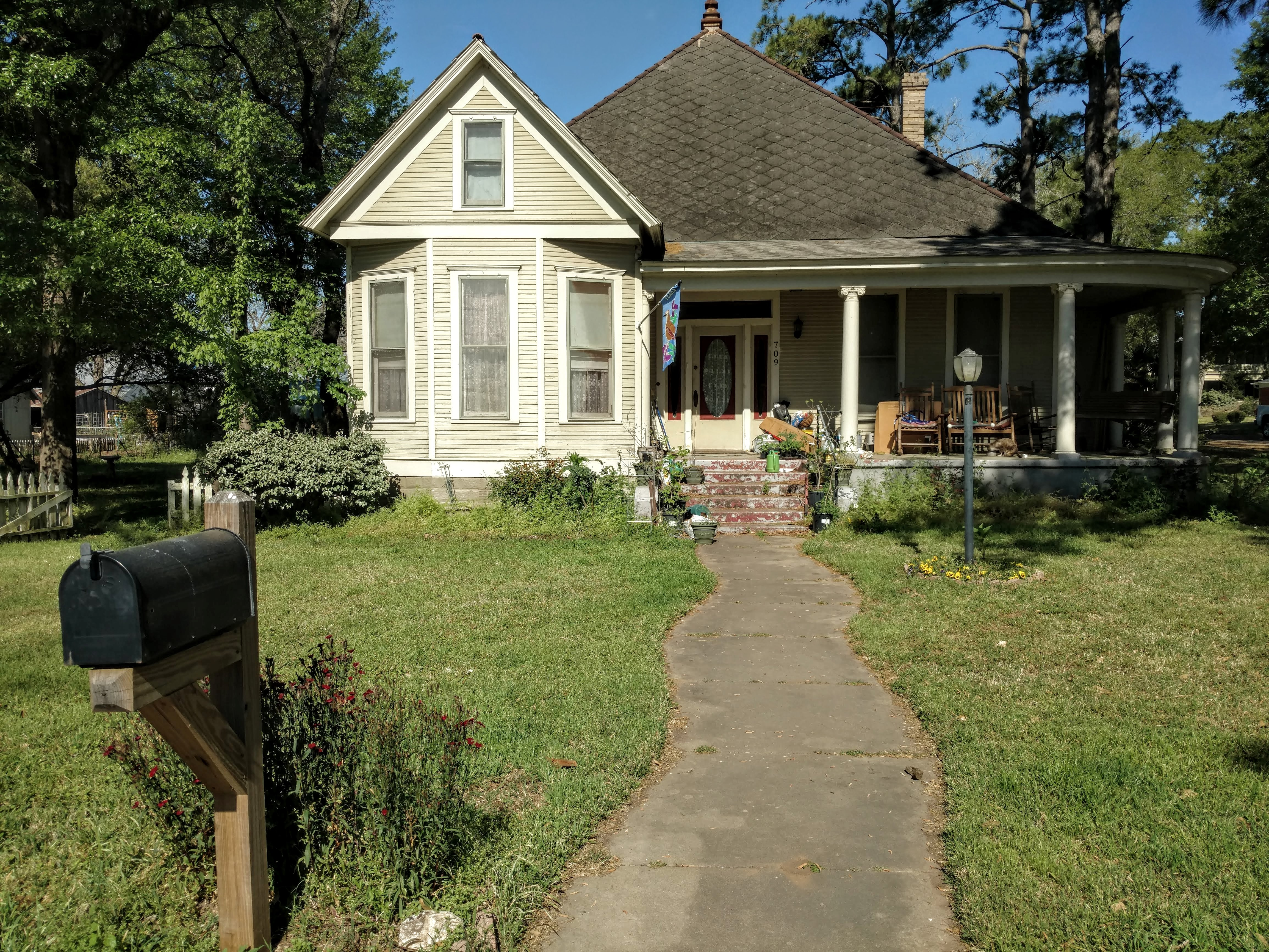
La casa degli O'Brien usata per il film nel 2019

In un finale alternativo scartato per il film, Jack arriva come studente in collegio alla St. Stephen’s Episcopal School, che Malick frequentò negli anni 1950.

### Effetti speciali
Dopo quasi trent'anni lontano da Hollywood, il famoso supervisore degli effetti speciali Douglas Trumbull contribuì al lavoro sugli effetti visivi su The Tree of Life. Malick, amico di Trumbull, si avvicinò a lui circa il lavoro di effetti e ha detto che non gli piaceva l'aspetto di immagini generate al computer. Trumbull chiese a Malick: "Perché non farlo alla vecchia maniera? Come abbiamo fatto in 2001?"-
Lavorando con il supervisore degli effetti visivi Dan Glass, Trumbull ha utilizzato una varietà di materiali per la creazione della sequenza dell'universo. "Abbiamo lavorato con prodotti chimici, vernici, coloranti fluorescenti, fumo, liquidi, CO2, razzi, spin-dish, fluidodinamica, illuminazione e fotografia ad alta velocità per vedere quanto potrebbero essere efficaci", ha detto Trumbull. "È stata un'opportunità senza freni per esplorare, qualcosa che ho trovato straordinariamente difficile da ottenere nel mondo del cinema. Terry non aveva idee preconcette su come dovrebbe essere qualcosa. Abbiamo fatto cose come versare il latte attraverso un imbuto in un trogolo stretto e sparare con una fotocamera ad alta velocità e lente ripiegata, illuminazione con attenzione e utilizzando un framerate che darebbe il giusto tipo di caratteristiche di flusso per sembrare cosmico, galattico, enorme ed epico". La squadra comprendeva anche Double Negative a Londra. Gli effetti basati sui fluidi sono stati sviluppati da Peter e Chris Parks, che in precedenza avevano lavorato su effetti simili per The Fountain - L'albero della vita.
Una colonna del The New Yorker ha notato che il film ha accreditato la composizione artistica Lumia di Thomas Wilfred Opus 161, e che questa era la fonte della "fiamma mutevole della luce rosso-gialla" all'inizio e alla fine.

## Tematiche
Alla signora O'Brien viene fatta ripetere la frase di Tommaso d'Aquino secondo la cui filosofia "vi è una via della Natura e una via della Grazia". Il tema fondamentale del film, all'interno del quale il regista texano utilizza ancora una volta la voce fuori campo, diventata un suo segno distintivo, è la ricerca del senso della vita. Esso viene affrontato giustapponendo immagini e riprese di accadimenti dello spazio (pianeti, stelle e galassie), scenari naturali incontaminati dall'uomo (deserti, oceani, vulcani, persino l'evoluzione della terra primigenia e i dinosauri, che Dio avrebbe fatto estinguere per fare posto all'amato uomo), ricostruzioni dell'"infinitamente piccolo" (immagini al microscopio elettronico di movimenti cellulari) e le vicende della famiglia protagonista.
A detta di alcuni critici, l'opera sarebbe confrontabile e affiancabile a 2001: Odissea nello spazio di Stanley Kubrick. La verosimiglianza di questo paragone è legata, oltre che all'impiego del tecnico Douglas Trumbull, all'impostazione strutturale e ritmica del film. Entrambi inseriscono una vicenda umana particolare nel quadro dell'evoluzione dell'universo. Entrambi si giovano di una fotografia e un impatto visivo notevole e di un commento musicale particolarmente accurato e si caratterizzano per la prevalenza della suggestione visiva e sonora su dialoghi e trama. Mentre tuttavia l'opera di Kubrick appare concentrata sull'aspetto dell'evoluzione tecnologica, in una prospettiva sostanzialmente materialista se non nichilista, il film di Malick è prevalentemente incentrato sulla dimensione delle emozioni e apertamente orientato a lasciare dischiuse risposte, o quantomeno dubbi, metafisici.
Nel corso del film compaiono riferimenti alla religione cristiana e in particolare al Libro di Giobbe nel quale l'uomo si interroga sul senso del dolore. A tal proposito è significativa la frase di apertura “Dov'eri tu quand'io ponevo le fondamenta della Terra?” (Gb 38,4), che rimanda a questo testo sacro e l'omelia al funerale dell'amico, nella quale il sacerdote fa riflettere i fedeli proprio sul significato e la ineluttabilità della sofferenza nella vita umana. La sequenza della storia dell'universo con la lotta per la sopravvivenza dei primi animali (e un primo episodio di pietà, quando l'animale preistorico "grazia" la sua preda) si mette a confronto con la storia di alcuni esseri umani (in questo caso la famiglia O'Brien) che nei tempi antichi si sono evoluti da una situazione primordiale. Il film infatti, oltre a trattare temi come la morte, l'aldilà, la nascita, l'infanzia, l'adolescenza e la mentalità del mondo contemporaneo, mette in luce una riflessione sull'evoluzione del macrocosmo dell'universo e dei microcosmi costituiti dal nucleo familiare e dalla mente di Jack.
Il film si conclude con la riconciliazione non solo di Jack con la lezione del padre e della madre e la elaborazione del lutto per la morte del fratello, ma anche con l'armonizzazione di Natura e Tecnologia, simboleggiate dalle tre immagini finali in sequenza dei girasoli nel silenzio, delle vetrate dei grattacieli di Houston che riflettono un cielo puro e delle nubi e in un ponte, che idealmente conduce verso il tramonto. L'ultima immagine sui titoli di coda, quella di una fiamma nell'oscurità (Opus 161 di Thomas Wilfred, immagine realizzata con l'ausilio del clavilux) e che lascia aperta la porta alla interpretazione dello spettatore (si potrebbe interpretare come l'immagine di Dio, lo Spirito, la Speranza, la Via di uscita, la Meta).

## Cinema e filosofia
La formazione filosofica del regista, legata in particolare agli scritti di Heidegger, ha giustificato studi e ricerche improntate alla comparazione fra il pensiero del filosofo tedesco e The Tree of Life. Tuttavia, quanto vi può essere di heideggeriano in Malick non deve essere individuato comparatisticamente sulla superficie della trama, rilevando ad esempio un riuso di suggestioni o concetti filosofici; piuttosto, il legame dev'essere intravisto nel movimento di fondo di tutto il film, nella sua struttura fondante. 
Il fondamento del film è dunque l'esperienza del pensare. Solo mediante questo trasparente fondamento può essere possibile un'interpretazione dell'intera vicenda orientata dal fondo. Anche alcune delle inquadrature più misteriose del film troverebbero, attraverso ciò, una coerente e complessiva esegesi.

## Ilpensiero agonicodiThe Tree of Life
A partire dall'individuazione del pensare come fondamento ontologico, da cui tutta la vicenda emerge - e trova senso il modo stesso in cui emerge - è anche possibile rilevare la tonalità specifica che assume il pensiero nel suo farsi immagine e storia. Si tratta infatti di un pensiero agonico, dove con questo aggettivo è intesa la doppia natura del pensare di Jack O'Brien:
La dimensione etica è pertanto uno degli elementi centrali di The Tree of Life.

## Interpretazioni
Molti recensori hanno notato i temi filosofici e teologici del film. L'autore cattolico e vescovo ausiliare di Los Angeles Robert Barron, recensendo The Tree of Life per un blog di Chicago Tribune, ha osservato che "nel gioco del bene e del male, nella tensione tra natura e grazia, Dio sta a qualcosa di bello, anche se siamo incapaci di coglierlo totalmente... The Tree of Life sta comunicando questa stessa lezione difficile ma vitale". La rivista cattolica America ha definito il film "un'esplorazione filosofica del dolore, della teodicea e della dualità della grazia e della natura umana". Descrissero la scena finale sulla spiaggia come "la più grande rappresentazione cinematografica della risurrezione corporea escatologica".
Il rabbino David Wolpe dice "che il nuovo film di Terrence Malick si apre con una citazione da Giobbe. Quella citazione contiene la chiave del film e in un certo senso, la chiave del nostro atteggiamento verso la vita". Aggiunge che "l'agonia dei genitori, la crudeltà periodica del padre - tutti questi sono i drammi potenti ma di passaggio che per il momento ci preoccupano completamente mentre guardiamo il film. Ma poi veniamo attirati in un mondo così più grande della nostra ora sul palco che sappiamo di nuovo quanto sia essenzialmente piccola ogni storia umana".
Secondo Bob Mondello, il film mostra che "per capire la morte di un giovane, dobbiamo capire tutto ciò che ha portato alla sua creazione, a partire dalla creazione stessa".
Kristen Scharold ha paragonato il film alle Confessioni di Sant'Agostino, e ha notato in una voce fuori campo una citazione de I fratelli Karamazov di Fëdor Dostoevskij.
Brad Pitt ha detto che il sig. O'Brien "rappresenta la natura - ma la natura intesa come quella forza oppressiva che soffocherà un'altra pianta solo per la propria sopravvivenza"- "Il sogno americano non ha funzionato come credeva. È molto invidioso e amareggiato che la gente sia davanti a lui. Naturalmente, quando qualcuno si sente oppresso, trova qualcuno più debole per passargli l'oppressione, e la tristezza in questa situazione è sui suoi figli".
Molti recensori hanno notato le somiglianze tra la vita di Jack e la vita di Terrence Malick. Jim Lynch, un caro amico di Malick, disse a Malick che pensava che egli avesse formato una "trilogia autobiografica" con The Tree of Life, Knight of Cups e Song to Song. Lynch disse che a Malick non piaceva l'etichetta e "non voleva che la gente pensasse che stava solo facendo film su sé stesso. Stava facendo film su questioni più ampie".

## Distribuzione
Nel marzo 2009, il supervisore degli effetti visivi Mike Fink disse che una versione del film sarebbe stata distribuita per le sale IMAX insieme a due versioni per i cinema tradizionali. Il film IMAX si rivelò essere Voyage of Time - Il cammino della vita, un documentario che approfondisce le scene della "storia dell'universo" in The Tree of Life e che i produttori hanno deciso di pubblicare in un secondo momento per non risultare un flop alla sua uscita. È uscito in IMAX negli Stati Uniti il 7 ottobre 2016 da Broad Green Pictures.

### Ritardi e problemi di distribuzione
Nel maggio 2009, The Tree of Life era stato venduto a diversi distributori internazionali, tra cui EuropaCorp in Francia, TriPictures in Spagna e Icon nel Regno Unito e in Australia, ma mancava di un distributore statunitense. Nell'agosto 2009, è stato annunciato che il film sarebbe uscito negli Stati Uniti attraverso Apparition, un nuovo distributore fondato dal capo della River Road Entertainment Bill Pohlad e dall'ex capo della Picturehouse Bob Berney. Fu annunciata la data provvisoria del 25 dicembre 2009, ma il film non fu completato in tempo. Gli organizzatori del Festival di Cannes hanno negoziato per ottenere una prima a Cannes 2010, con il risultato che Malick ha inviato una prima versione del film a Thierry Fremaux e al comitato di selezione di Cannes. Anche se Fremaux ricevette caldamente il film e fu ansioso di proiettarlo al suo festival, Malick alla fine gli disse che sentiva che il film non era ancora pronto. Alla vigilia del Festival di Cannes 2010, Berney improvvisamente annunciò le sue dimissioni da Apparition, lasciando incerto il futuro della compagnia. Pohlad decise di tenere The Tree of Life con Apparition e, dopo una significativa ristrutturazione aziendale, assunse Tom Ortenberg come consulente per la sua distribuzione. Un piano provvisorio prevedeva di farlo uscire alla fine del 2010, in tempo per la considerazione per i premi. Pohlad decise infine di chiudere Apparition e vendere i diritti del film. Le proiezioni private del film alle parti interessate Fox Searchlight Pictures e Sony Pictures Classics si sono svolte al Telluride Film Festival 2010. Il 9 settembre, Fox Searchlight annunciò l'acquisizione del film dalla River Road Entertainment di Pohlad. Il film è stato poi distribuito in distribuzione limitata negli Stati Uniti il 27 maggio 2011.

Il 28 marzo 2011, la rivista britannica Empire ha riferito che il distributore britannico Icon Entertainment stava progettando di far uscire il film il 4 maggio 2011. Ciò avrebbe reso il Regno Unito la prima regione al mondo a vedere il film, anticipando l'attesa anteprima al Festival di Cannes dell'11 maggio e squalificando il film dall'inclusione a Cannes. Di conseguenza, un'ondata di interesse per la storia si è sviluppata su siti di notizie cinematografiche internazionali. Dopo che il blogger cinematografico Jeff Wells è stato informato da un rappresentante di Fox Searchlight che questo era "improbabile", e Anne Thompson ha ricevuto una notizia simile da Searchlight e un rifiuto definitivo da Summit, Helen O'Hara di Empire ha ricevuto una conferma da Icon che intendevano attenersi alla versione del 4 maggio. Il 31 marzo, Jeff Wells è stato informato da Jill Jones, VP senior di Summit di marketing e pubblicità internazionale, che Icon aveva perso il diritto di distribuire The Tree of Life nel Regno Unito, a causa del mancato rispetto del suo accordo, con la questione in corso di arbitrato in un tribunale di Los Angeles. Il 9 giugno è stato annunciato che The Tree of Life sarebbe stato pubblicato nel Regno Unito l'8 luglio 2011, dopo che Fox Searchlight Pictures aveva acquisito i diritti britannici da Icon. The Tree of Life è stato infine presentato in anteprima al 64º Festival di Cannes il 16 maggio 2011.

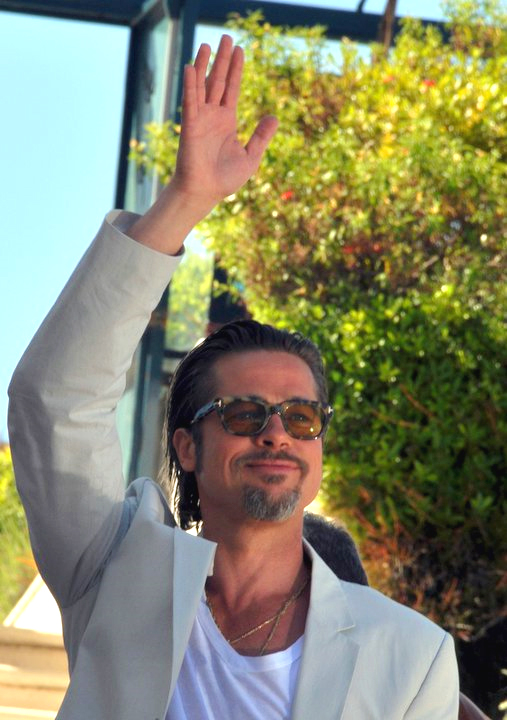
Brad Pitt alla presentazione del film a Cannes

Le date di uscita internazionali nel 2011 sono state:
- 17 maggio in Francia
- 18 maggio in Belgio e Italia
- 19 maggio in Danimarca
- 26 maggio in Grecia (Το Δέντρο της Ζωής), Israele e Portogallo (A Árvore da Vida)
- 27 maggio in Svezia e Stati Uniti
- 2 giugno nei Paesi Bassi
- 3 giugno in Bulgaria (Дървото на живота)
- 9 giugno in Russia (Древо жизни) e Ucraina
- 10 giugno in Canada (L'arbre de la vie) e Polonia (Drzewo życia)
- 16 giugno in Germania
- 17 giugno in Taiwan
- 30 giugno in Australia
- 7 luglio a Hong Kong
- 12 agosto in Giappone (ツリー・オブ・ライフ)
- 25 agosto in Nuova Zelanda
- 26 agosto in Finlandia
- 2 settembre in Norvegia

## Accoglienza
La pellicola ottenne recensioni molto distinte l'una dall'altra. Una parte della critica elogiò il film, ritenuto da alcuni di questi un capolavoro assoluto, mentre un'altra parte della critica ritenne la pellicola sopravvalutata, incolpando un dialogo praticamente assente. Al botteghino invece, con un budget di 32 milioni di dollari, la pellicola ne incassò poco più di 54.

## Riconoscimenti
- 2012 - Premio Oscar
  - Nomination Miglior film a Sarah Green, Bill Pohlad, Dede Gardner e Grant Hill
  - Nomination Migliore regia a Terrence Malick
  - Nomination Migliore fotografia a Emmanuel Lubezki
- 2012 - AACTA Award
  - Nomination Miglior film internazionale a Bill Pohlad, Sarah Green e Dede Gardner
  - Nomination Miglior regista internazionale a Terrence Malick
- 2011 - Critics' Choice Movie Award
  - Migliore fotografia a Emmanuel Lubezki
  - Nomination Miglior film
  - Nomination Migliore scenografia a David Crank e Jack Fisk
  - Nomination Miglior sonoro
  - Nomination Migliori effetti speciali
- 2011 - Festival di Cannes
  - Palma d'oro
- 2012 - David di Donatello
  - Nomination Miglior film straniero a Terrence Malick
- 2012 - Kansas City Film Critics Circle Award
  - Migliore regia a Terrence Malick
  - Miglior attrice non protagonista a Jessica Chastain
- 2011 - National Board of Review Award
  - Migliori dieci film
- 2011 - Satellite Award
  - Miglior attrice non protagonista a Jessica Chastain
  - Migliore sceneggiatura originale a Terrence Malick
  - Nomination Migliore fotografia a Emmanuel Lubezki
  - Nomination Miglior sonoro a John Pritchett
  - Nomination Miglior montaggio sonoro a Christopher Scarabosio, Craig Berkey, Erik Aadahl, John Pritchett e Kirk Francis
- 2011 - St. Louis Film Critics Association
  - Miglior fotografia a Emmanuel Lubezki
  - Nomination Miglior film
  - Nomination Miglior regia a Terrence Malick
  - Nomination Miglior attrice non protagonista a Jessica Chastain
  - Nomination Miglior sceneggiatura originale a Terrence Malick
  - Nomination Miglior colonna sonora
  - Nomination Migliori effetti visivi a Alexandre Desplat
- 2011 - Boston Society of Film Critics Award
  - Migliore fotografia a Emmanuel Lubezki
- 2012 - Central Ohio Film Critics Association Award
  - Attrice dell'anno a Jessica Chastain
  - Migliore fotografia a Emmanuel Lubezki
  - Nomination Miglior film
  - Nomination Migliore regia a Terrence Malick
  - Nomination Miglior attrice non protagonista a Jessica Chastain
  - Nomination Miglior attore non protagonista a Brad Pitt
  - Nomination Miglior performance rivelazione a Jessica Chastain
  - Nomination Attore dell'anno a Brad Pitt
  - Nomination Miglior cast
  - Nomination Migliore sceneggiatura originale a Terrence Malick
  - Nomination Miglior colonna sonora a Alexandre Desplat
- 2011 - Chicago Film Critics Association Award
  - Miglior film
  - Migliore regia a Terrence Malick
  - Miglior attrice non protagonista a Jessica Chastain
  - Miglior fotografia a Emmanuel Lubezki
  - Nomination Miglior attore non protagonista a Brad Pitt
  - Nomination Miglior performance rivelazione a Hunter McCracken
  - Nomination Migliore sceneggiatura originale a Terrence Malick
- 2012 - Nastro d'argento
  - Nomination Migliore film extraeuropeo a Terrence Malick
- 2012 - London Critics Circle Film Award
  - Nomination Film dell'anno
  - Nomination Regista dell'anno a Terrence Malick
- 2011 - Los Angeles Film Critics Association Award
  - Migliore regia a Terrence Malick
  - Miglior attrice non protagonista a Jessica Chastain
  - Migliore fotografia a Emmanuel Lubezki
  - Nomination Miglior film
- 2011 - New York Film Critics Circle Award
  - Miglior attore protagonista a Brad Pitt
  - Miglior attrice non protagonista a Jessica Chastain
  - Migliore fotografia a Emmanuel Lubezki
- 2011 - Phoenix Film Critics Society Awards
  - Miglior fotografia a Emmanuel Lubezki
  - Nomination Miglior film
  - Nomination Miglior montaggio a Hank Corwin, Jay Rabinowitz, Daniel Rezende, Billy Weber e Mark Yoshikawa
- 2012 - Premio Robert
  - Nomination Miglior film statunitense a Terrence Malick
- 2011 - San Diego Film Critics Society Awards
  - Premio Speciale a Jessica Chastain
  - Miglior fotografia a Emmanuel Lubezki
  - Nomination Miglior film
  - Nomination Miglior regia a Terrence Malick
  - Nomination Miglior colonna sonora a Alexandre Desplat
  - Nomination Miglior montaggio a Hank Corwin, Jay Rabinowitz, Daniel Rezende, Billy Weber e Mark Yoshikawa
  - Nomination Miglior scenografia a Jack Fisk
- 2011 - Festival internazionale del cinema di San Sebastián
  - Premio FIPRESCI a Terrence Malick
- 2011 - Southeastern Film Critics Association Award
  - Migliore fotografia a Emmanuel Lubezki
  - Nomination Miglior film
- 2012 - AFI Award
  - Film dell'anno
- 2012 - American Society of Cinematographers
  - Migliore fotografia a Emmanuel Lubezki
- 2012 - Premio Bodil
  - Nomination Miglior film statunitense a Terrence Malick
- 2012 - British Society of Cinematographers
  - Nomination Miglior fotografia a Emmanuel Lubezki
- 2011 - British Society of Cinematographers
  - Nomination Miglior operatore a Jörg Widmer
- 2011 - Camerimage
  - Nomination Rana d'oro a Emmanuel Lubezki
- 2012 - Cinema Writers Circle Awards
  - Nomination Miglior film straniero a Terrence Malick
- 2011 - Dallas-Fort Worth Film Critics Association Awards
  - Miglior fotografia a Emmanuel Lubezki
  - Nomination Miglior film
  - Nomination Miglior regia a Terrence Malick
- 2011 - Golden Trailer Award
  - Miglior film indipendente
  - Nomination Miglior show
  - Nomination Film più originale
- 2011 - Gotham Awards
  - Miglior film
- 2011 - Hollywood Film Festival
  - Miglior attrice all'avanguardia a Jessica Chastain
  - Miglior fotografo a Emmanuel Lubezki
- 2012 - Golden Reel Award
  - Nomination Miglior montaggio sonoro (Colonna sonora) a Dick Bernstein e Peter Clarke
- 2012 - National Society of Film Critics Awards
  - Miglior regia a Terrence Malick
  - Miglior attore protagonista a Brad Pitt
  - Miglior attrice non protagonista a Jessica Chastain
  - Miglior fotografia a Emmanuel Lubezki
  - Nomination Miglior film
- 2012 - Palm Springs International Film Festival
  - Desert Palm Achievement Award a Brad Pitt
  - Spotlight Award a Jessica Chastain
- 2011 - San Francisco Film Critics Circle
  - Miglior film
  - Miglior regia a Terrence Malick
  - Miglior fotografia a Emmanuel Lubezki
- 2012 - Sant Jordi Awards
  - Nomination Miglior attrice straniera a Jessica Chastain
- 2012 - SESC Film Festival
  - Miglior regista straniero a Terrence Malick
- 2012 - Vancouver Film Critics Circle
  - Miglior regia a Terrence Malick
  - Miglior attrice non protagonista a Jessica Chastain
  - Nomination Miglior film
- 2011 - Washington DC Area Film Critics Association Awards
  - Miglior fotografia a Emmanuel Lubezki
  - Nomination Miglior scenografia a Jack Fisk e Jeanette Scott
- 2012 - Premio Yoga
  - Peggior film straniero a Terrence Malick
- 2012 - AARP Movies for Grownups Awards
  - Nomination Miglior regia a Terrence Malick
- 2011 - African-American Film Critics Association
  - Miglior film
  - Migliori dieci film
- 2012 - Alliance of Women Film Journalists
  - Miglior attrice a Jessica Chastain
  - Miglior fotografia a Emmanuel Lubezki
  - Nomination Miglior regia a Terrence Malick
  - Nomination Miglior montaggio a Hank Corwin, Jay Rabinowitz, Daniel Rezende, Billy Weber e Mark Yoshikawa
  - Nomination Miglior performance rivelazione a Jessica Chastain

- 2011 - Austin Film Critics Association
  - Miglior rivelazione a Jessica Chastain
  - Miglior fotografia a Emmanuel Lubezki
- 2012 - Australian Cinematograhers Society
  - Miglior fotografia a Emmanuel Lubezki
- 2012 - Australian Film Critics Association Awards
  - Miglior film internazionale in lingua inglese
- 2011 - Awards Circuit Community Awards
  - Miglior fotografia a Emmanuel Lubezki
  - Nomination Miglior film a Dede Gardner, Sarah Green, Grant Hill, Brad Pitt e Bill Pohlad
  - Nomination Miglior regia a Terrence Malick
  - Nomination Miglior attore non protagonista a Brad Pitt
  - Nomination Miglior sceneggiatura originale a Terrence Malick
  - Nomination Miglior montaggio a Hank Corwin, Jay Rabinowitz, Daniel Rezende, Billy Weber e Mark Yoshikawa
  - Nomination Miglior suono
  - Nomination Migliori effetti visivi
- 2011 - Black Film Critics Circle Awards
  - Migliori dieci film
- 2012 - Chlotrudis Awards
  - Nomination Miglior fotografia a Emmanuel Lubezki
- 2012 - Denver Film Critics Society
  - Miglior film
  - Miglior regia a Terrence Malick
  - Nomination Miglior attrice non protagonista a Jessica Chastain
- 2011 - Detroit Film Critic Society
  - Artista rivelazione a Jessica Chastain
- 2011 - Dublin Film Critics Circle Awards
  - Premio della rivelazione a Jessica Chastain
  - Miglior attrice a Jessica Chastain
- 2011 - Florida Film Critics Circle Awards
  - Miglior fotografia a Emmanuel Lubezki
- 2012 - Gay and Lesbian Entertainment Critics Association
  - Nomination Film dell'anno
- 2012 - Georgia Film Critics Association
  - Miglior film
  - Miglior regia a Terrence Malick
  - Miglior attore non protagonista a Brad Pitt
  - Miglior attrice non protagonista a Jessica Chastain
  - Premio della rivelazione a Jessica Chastain
  - Miglior fotografia a Emmanuel Lubezki
  - Miglior scenografia a Jack Fisk
  - Nomination Miglior attore protagonista a Hunter McCracken
  - Nomination Miglior sceneggiatura originale a Terrence Malick
  - Nomination Premio della rivelazione a Hunter McCracken
- 2012 - Gold Derby Awards
  - Miglior regia a Terrence Malick
  - Miglior fotografia a Emmanuel Lubezki
  - Nomination Miglior attore non protagonista a Brad Pitt
  - Nomination Miglior montaggio a Hank Corwin, Jay Rabinowitz, Daniel Rezende, Billy Weber e Mark Yoshikawa
  - Nomination Migliori effetti visivi a Dan Glass, Bradley Friedman, Bryan Hirota, Paul Riddle e Michael Shand
- 2011 - Golden Schmoes Awards
  - Film più allegro dell'anno
  - Nomination Miglior poster
  - Nomination Miglior trailer
- 2011 - Houston Film Critics Society Awards
  - Miglior fotografia a Emmanuel Lubezki
  - Nomination Miglior film
  - Nomination Miglior regia a Terrence Malick
- 2011 - Indiana Film Journalists Association
  - Original Vision Award
  - Nomination Miglior film
  - Nomination Miglior regia a Terrence Malick
- 2011 - Indiewire Critics' Poll
  - Miglior film
  - Miglior regia a Terrence Malick
  - Miglior fotografia a Emmanuel Lubezki
- 2012 - International Cinephile Society Awards
  - Miglior regia a Terrence Malick
  - Miglior attore non protagonista a Brad Pitt
  - Miglior fotografia a Emmanuel Lubezki
  - Miglior montaggio a Hank Corwin, Jay Rabinowitz, Daniel Rezende, Billy Weber e Mark Yoshikawa
  - Nomination Miglior film
  - Nomination Miglior attrice non protagonista a Jessica Chastain
  - Nomination Miglior scenografia a Jack Fisk
- 2011 - International Film Music Critics Award
  - Nomination Compositore dell'anno a Alexandre Desplat
- 2012 - International Online Cinema Awards
  - Miglior regia a Terrence Malick
  - Miglior attore non protagonista a Brad Pitt
  - Miglior fotografia a Emmanuel Lubezki
  - Migliori effetti visivi
  - Nomination Miglior film
  - Nomination Miglior attrice non protagonista a Jessica Chastain
  - Nomination Miglior montaggio sonoro a John Pritchett e Kirk Francis
  - Nomination Miglior montaggio a Hank Corwin, Jay Rabinowitz, Daniel Rezende, Billy Weber e Mark Yoshikawa
  - Nomination Miglior scenografia a Jack Fisk e David Crank
- 2012 - International Online Film Critics' Poll
  - Migliori dieci film
  - Nomination Miglior regia a Terrence Malick
  - Nomination Miglior fotografia a Emmanuel Lubezki
  - Nomination Migliori effetti visivi
- 2011 - Internet Film Critic Society
  - Miglior film drammatico
  - Miglior regia a Terrence Malick
- 2012 - Iowa Film Critics Awards
  - Nomination Miglior regia a Terrence Malick
- 2012 - Italian Online Movie Awards
  - Miglior attore non protagonista a Brad Pitt
  - Miglior fotografia a Emmanuel Lubezki
  - Nomination Miglior film a Terrence Malick
  - Nomination Miglior regia a Terrence Malick
  - Nomination Miglior montaggio a Billy Weber, Jay Rabinowitz, Hank Corwin, Daniel Rezende e Mark Yoshikawa
  - Nomination Miglior colonna sonora a Alexandre Desplat
  - Nomination Migliori effetti speciali
- 2012 - Jupiter Award
  - Nomination Miglior attore internazionale a Brad Pitt
- 2012 - MovieGuide Awards
  - Nomination Miglior film per un pubblico maturo
  - Nomination Film più interessante
  - Nomination Performance più interessante a Jessica Chastain
- 2012 - Nevada Film Critics Society
  - Miglior attrice a Jessica Chastain
- 2011 - New York Film Critics, Online
  - Migliori dieci film
  - Miglior fotografia a Emmanuel Lubezki
  - Miglior performance rivelazione a Jessica Chastain
- 2011 - Oklahoma Film Critics Circle Awards
  - Nomination Miglior film
- 2012 - Online Film & Television Association
  - Miglior regia a Terrence Malick
  - Miglior performance giovane a Hunter McCracken
  - Miglior fotografia a Emmanuel Lubezki
  - Miglior momento cinematico (Creazione dell'Universo)
  - Nomination Miglior montaggio a Hank Corwin, Jay Rabinowitz, Daniel Rezende, Billy Weber e Mark Yoshikawa
  - Nomination Migliori effetti visivi a Olivier Dumont, Michael L. Fink, Paul Riddle e Michael Shand
- 2012 - Online Film Critics Society Awards
  - Miglior film
  - Miglior regia a Terrence Malick
  - Miglior attrice non protagonista a Jessica Chastain
  - Miglior performance rivelazione a Jessica Chastain
  - Miglior montaggio a Hank Corwin, Jay Rabinowitz, Daniel Rezende, Billy Weber e Mark Yoshikawa
  - Miglior fotografia a Emmanuel Lubezki
  - Nomination Miglior attore non protagonista a Brad Pitt
  - Nomination Miglior sceneggiatura non originale a Terrence Malick
- 2012 - Russian Guild of Film Critics
  - Nomination Miglior film straniero a Terrence Malick
- 2011 - Sydney Film Festival
  - Nomination Miglior film a Terrence Malick
- 2011 - BSC, ACO, GBCT Features Operators Award
  - Nomination Miglior operatore a Jörg Widmer
- 2012 - Toronto Film Critics Association Awards
  - Miglior film
  - Miglior regia a Terrence Malick
  - Nomination Miglior attrice non protagonista a Jessica Chastain
  - Nomination Miglior sceneggiatura a Terrence Malick
- 2011 - Utah Film Critics Association Awards
  - Nomination Miglior fotografia a Emmanuel Lubezki
- 2011 - Village Voice Film Poll
  - Miglior film
  - Miglior regia a Terrence Malick
  - Nomination Miglior attore protagonista/non protagonista a Brad Pitt
  - Nomination Miglior attrice non protagonista a Jessica Chastain
- 2011 - World Soundtrack Awards
  - Compositore dell'anno a Alexandre Desplat